# Dulaankhaan, Selenge
Dulaankhaan (tiếng Mông Cổ: Дулаанхаан) là một khu định cư kiểu đô thị ở sum Shaamar, tỉnh Selenge, miền bắc Mông Cổ. Vào năm 1994, dân số của ngôi làng này là 1.997 người.

## Vị trí
Nó nằm cách trung tâm sum Shaamar 35 km về phía đông nam, cách tỉnh lỵ Sükhbaatar 50 km về phía nam, cách thành phố Darkhan 60 km về phía bắc.

## Giao thông
Dulaankhaan có một nhà ga trên tuyến Đường sắt Xuyên Mông Cổ.